# Reisstraße
Reisstraße là một đô thị thuộc huyện Judenburg trong bang Steiermark, nước Áo. Đô thị Reisstraße có diện tích 62,28 km², dân số cuối năm 2005 là 842 người.